# Zach Bradford
Pour les articles homonymes, voir Bradford.
Zachery Bradford dit Zach Bradford, né le 29 novembre 1999, est un athlète américain spécialiste du saut à la perche. 

## Biographie
Il termine deuxième des championnats du monde juniors 2018, derrière le Suédois Armand Duplantis.
Médaillé d'argent des Championnats NACAC espoirs 2019, il participe aux championnats du monde 2019 à Doha, mais échoue dès les qualifications (5,60 m).
En 2023, Zach Bradford porte son record personnel en salle à 5,91 m, le 10 mars 2023 à Albuquerque.

## Palmarès
| Date | Compétition                   | Lieu      | Résultat | Marque |
| ---- | ----------------------------- | --------- | -------- | ------ |
| 2018 | Championnats du monde juniors | Tampere   | 2e       | 5,55 m |
| 2019 | Championnats NACAC espoirs    | Querétaro | 2e       | 5,60 m |

## Records
| Épreuve          | Épreuve   | Marque | Lieu        | Date         |
| ---------------- | --------- | ------ | ----------- | ------------ |
| Saut à la perche | Plein air | 5,87 m | Norman      | 14 mai 2023  |
| Saut à la perche | Salle     | 5,91 m | Albuquerque | 10 mars 2023 |